# Claudia Wildhardt
Claudia Wildhardt (* 11. Januar 1968 in Wiesbaden) ist eine ehemalige deutsche Volleyballspielerin.
Claudia Wildhardt begann mit dem Volleyball in ihrer Heimatstadt beim 1. VC Wiesbaden und spielte Ende der 1980er Jahre beim Bundesligisten 1. VC Schwerte. Die Zuspielerin war jahrelang in den Ranglisten des deutschen Volleyballs vertreten. Für die deutsche Nationalmannschaft absolvierte sie 60 Länderspiele. Später spielte sie in der 2. Bundesliga bei der TSG Mainz-Bretzenheim.